# Sejrshave
En Sejrshave (efter engelsk 'Victory gardens') var en betegnelse for private nyttehaver, der blev dyrket under Første og Anden Verdenskrig i USA, Storbritannien, Canada og Tyskland for at imødegå presset på fødevareproduktionen, som verdenskrigene medførte.
Udover etableringen af sejrshaverne indirekte bidrog til krigsindsatsen, ansås haverne også at have en vigtig funktion med at styrke den civile moral, idet de personer, der passede haverne, kunne opnå følelsen af at bidrage positivt til krigsindsatsen med deres daglige bidrag på hjemmefronten.

## Baggrund
I marts 1917 etablerede den amerikanske rigmand Charles Lathrop Pack 'The National War Garden Commission' og en kampagne for etablering af "krigshaver" ("war gardens"). Under 1. Verdenskrig var fødevareproduktionen faldet dramatisk. Særlig i Europa havde der været et væsentligt fald som følge af, at arbejdskraften havde forladt landbruget for i stedet at blive indrulleret i hærene, hvilket havde væsentlige negative konsekvenser for landbrugsbedrifterne. Charles Lathrop Pack havde den idé, at fødevareforsyningen kunne forøges væsentligt uden brug af yderligere jord til dyrkning og uden benyttelse af den arbejdskraft, der allerede var beskæftiget i landbruget, og også uden brug af den transportkapacitet, der allerede var beslaglagt at militæret. Kampagnen om krigshaver, der promoverede kultivering af allerede tilgængelige private og offentlige jordstykker resulterede i anlæg af mere end fem millioner haver. og fødevareproduktionen fra haverne opnåede ved 1. Verdenskrigs afslutning en værdi på over 1,2 milliarder dollars.
Det anslås, at der under Anden Verdenskrig blev etableret mere end 20 millioner sejrshaver i USA alene. Disse haver producerede op til 40 procent af alle grøntsager i USA i perioden. Det blev overfor beboerne i byerne og forstæderne understreget, at produktionen fra haverne hjalp med til at holde priserne nede på de grøntsager, som militæret skulle købe for at bringe fødevarer til tropperne, og at man på den måde sparede penge, der så i stedet kunne benyttes andre steder i militæret. I den forbindelse benyttedes sloganet "Our food is fighting," på en amerikansk plakat.
En væsentlig årsag til nedgangen i den amerikanske fødevareproduktion under 2. verdenskrig i USA var den amerikanske internering af Japansk-amerikanere. Ifølge California Farm Bureau stod japanske farmere omkring krigsudbruddet for op mod 40% af grøntsagsproduktionen i Californien. Japanske farmere måtte efterlade op mod 80.000 hektar landbrugsjord, der i stedet blev overladt til europæiske immigranter eller amerikanere fra ufrugtbare områder i USA. Uden erfaring med det californiske klima var det dog vanskeligt at opnå samme mængde afgrøder som de erfarne japanske farmere, hvilket medførte en væsentlig nedgang i fødevareproduktionen. For at imødegå denne nedgang, blev der også under 2. Verdenskrig etableret et program til promovering af sejrshaver.
Det amerikanske landbrugsministerium var i starten skeptisk overfor etablering af sejrshaver, og modsatte sig Eleanor Roosevelts anlæggelse af en sejrshave i tilknytning til Det Hvide Hus, idet ministeriet frygtede, at bevægelsen ville skade fødevareindustrien, men på trods heraf udsendte landbrugsministeriet senere basal information om anlæggelse og pasning af haver og afgrøder, ligesom en række fødevareproducenter, herunder International Harvester bidrog til oplysningskampagnen. Det amerikanske landbrugsministerium anslår, at der blev anlagt mere end 20 millioner sejrshaver under anden verdenskrig. Det anslås, at der blev høstet mellem 8 og 9 millioner tons frugt og grøntsager i disse haver, hvilket svarer til den samlede kommercielle produktion af grøntsager.
Det offentlige lod parker omdanne til sejrshaver. I London blev en del af Hyde Park omdannet til sejrshaver og i USA blev bl.a. anlagt sejrshaver i Riverside i New York City og i San Franciscos Golden Gate Park.
Efter krigen forsvandt interessen for sejrhaver på trods af betydelige problemer i Europa med fødevareforsyningen i efterkrigstiden. Men ved skiftet til det 21. århundrede er idéen genopstået flere steder. Græsrodskampagner har søgt at promovere anlæg af private haver hos private og i offentligt ejede jordstykker. I marts 2009 lod præsidentfruen Michelle Obama anlægge en 100 m2 stor køkkenhave ved Det Hvide Hus for at skabe opmærksomhed om sunde fødevarer, hvorved hun blev den første siden Eleanor Roosevelt til at anlægge køkkenhave i Det Hvide Hus.

## Film og TV
Det amerikanske landsbrugsministerium lod producere en 20 minutter lang film med titlen Victory Gardens for at promovere og uddanne borgere til at anlægge sejrshaver..
Den amerikanske TV-selskab WGBH producerede en tv-serie med titlen The Victory Garden, der blev nationalt distribueret i USA på den nationale tv-kanal Public Broadcasting Service. Serien blev vist i flere år.

## Galleri
- Amerikansk plakat fra 2. verdenskrig for at promovere sejrshaver.
- Amerikansk plakat fra 1944
- En park i Boston pløjes op (1944)

## Eksterne links
- Wikimedia Commons har flere filer relateret til Sejrshave
- Recipe for Victory: Food and Cooking in Wartime
- PBS: The Victory Garden
- Victory Gardens Handbook of the Victory Garden Committee War Services, Pennsylvania State Council of Defense (April 1944)
- Victory Garden complete film at archive.org
- History of Urban Gardening in the United States
- GARDENS FOR VICTORY reference pubbed Mar. 1942, intro/first chapter
- Victory Garden Initiative - a grassroots organization in Milwaukee, Wisconsin promoting revival of the victory garden movement as a means to address food system and environmental issues.
- Oldest Remaining Victory Gardens in Boston
- Propagandafilm fra 1943 He Plants for Victory Arkiveret 17. oktober 2012 hos  Wayback Machine (National Film Board of Canada)